# Luis Carranza
Luis Carranza Ugarte, född 1966 i Lima, är en peruansk ekonom och före detta finansminister i Peru från juli 2006 till juli 2008. Under hans tid som finansminister växte den peruanska ekonomin och tillväxten var över åtta procent per år. 

## Utbildning
- PhD i ekonomi, University of Minnesota
- MA i ekonomi, University of Minnesota
- Licenciatura i nationalekonomi, Pontificia Universidad Católica del Perú
- BA i ekonomi,, Pontificia Universidad Católica del Perú

## Övriga engagemang
- Visiting Professor, Master in Economics and Finance program, Faculty of Economic and Business Sciences, University of Navarra
- Consultant, Inter-American Development Bank

## Tidigare anställningar
- Styrelseledamot, Perus centralbank
- Vice ekonomiminister, Perus regering